# Хмел
Хмелът (Humulus) е род тревисти растения с дълго (от 3 до 6 m) ръбесто, покрито с къси извити шипчета стъбло. По вътрешната страна на подобните на шишарка цветове на обикновения хмел се намират етерично-маслени жлези.

## Видове
Родът хмел включва три вида:
- Humulus lupulus
- Humulus japonicus
- Humulus yunnanensis

## Разпространение
Растението е широко разпространено в умерения пояс на Евразия и Северна Америка; среща се също така в северните части на Африка (Мароко). В България е разпространен обикновеният хмел – расте по влажни места из храсталаци и широколистни гори, предимно край реките из цялата страна до 1000 м надморска височина. Цъфти през месец май – август. Отглежда се като културно растение в районите на Велинград, Самоков, Ихтиман и Трън.

## Използване
Цветовете на обикновения хмел (след обработка) се използват за производство на бира и за билкова терапия.
Народната медицина препоръчва съцветията на хмела самостоятелно или в комбинация с други билки, при невроза, климактерични оплаквания, гастрити, болезнено уриниране, болезнена менструация, цистити, пясък и камъни в жлъчния мехур, жълтеница, възпаление на простатната жлеза. Билката се прилага външно при отоци и язви.
Възглавничка, напълнена с пресни съцветия от хмел, е добро средство при безсъние.
Японският хмел се използва като декоративно растение.

## Други
На хмела е наречена улица в квартал „Драгалевци“ в София (Карта).